# Zoom (Feltrinelli)
Zoom è il marchio esclusivamente digitale di Feltrinelli.
Nato come collana nel dicembre 2011, è tra le prime pubblicazioni dedicate esclusivamente al digitale di un grande editore.

## Il progetto editoriale
La collana è nata il 16 dicembre del 2011 con la pubblicazione del romanzo a puntate Banduna di Alessandro Mari, il racconto Passerotti tratto dalla raccolta Racconti londinesi di Doris Lessing, il racconto Frate Zitto tratto da La grammatica di Dio di Stefano Benni, Bambini pendolari che si sono perduti di Gianni Celati tratto da Narratori delle pianure, Aiuto tratto da Il contrario di uno di Erri De Luca, Un'amabile storia d'amore tratto da Storie di ordinaria follia di Charles Bukowski.
Sin dai primi titoli pubblicati si evince il concetto che sottende alla base del nuovo progetto editoriale, cioè la nuova idea di libro che deve essere sempre più economico, facilmente reperibile e a portata di mano. Infatti il prezzo di un ebook Zoom non supera mai il prezzo stabilito pari a 0,99 € a titolo. È convinzione del fondatore stesso che la vera innovazione dell'ebook reader risiede proprio nella possibilità di disporre in qualsiasi momento di un testo da leggere di qualità .
In Zoom trovano spazio racconti, romanzi a puntate, guide, saggi e interventi inediti. Si tratta solitamente di testi brevi sottoposti a una accurata selezione per poter offrire contenuti di qualità.
Nel 2013 la collana raggiunge i duecento titoli, più di cento autori, più di 100 000 copie vendute all'anno, due sottocollane, tre lingue di pubblicazione ed, elemento significativo, varca i confini internazionali per permettere la fruizione dei testi italiani anche a lettori di lingua inglese e francese e far scoprire i nostri autori anche all'estero.

## La struttura
Il progetto si compone di sette collane:
- Zoom Flash
- Zoom Wide
- Zoom Filtri
- Zoom Macro
- Zoom Food
- Zoom Poesia
- Zoom Academy